# 古斯塔夫·威廉 (梅克倫堡-施威林)
古斯塔夫·威廉（德語：Gustav Wilhelm，1781年1月31日—1851年1月10日），梅克倫堡-施威林大公腓特烈·法蘭茲一世的次子，母親是薩克森-哥達-阿爾滕堡的路易絲。

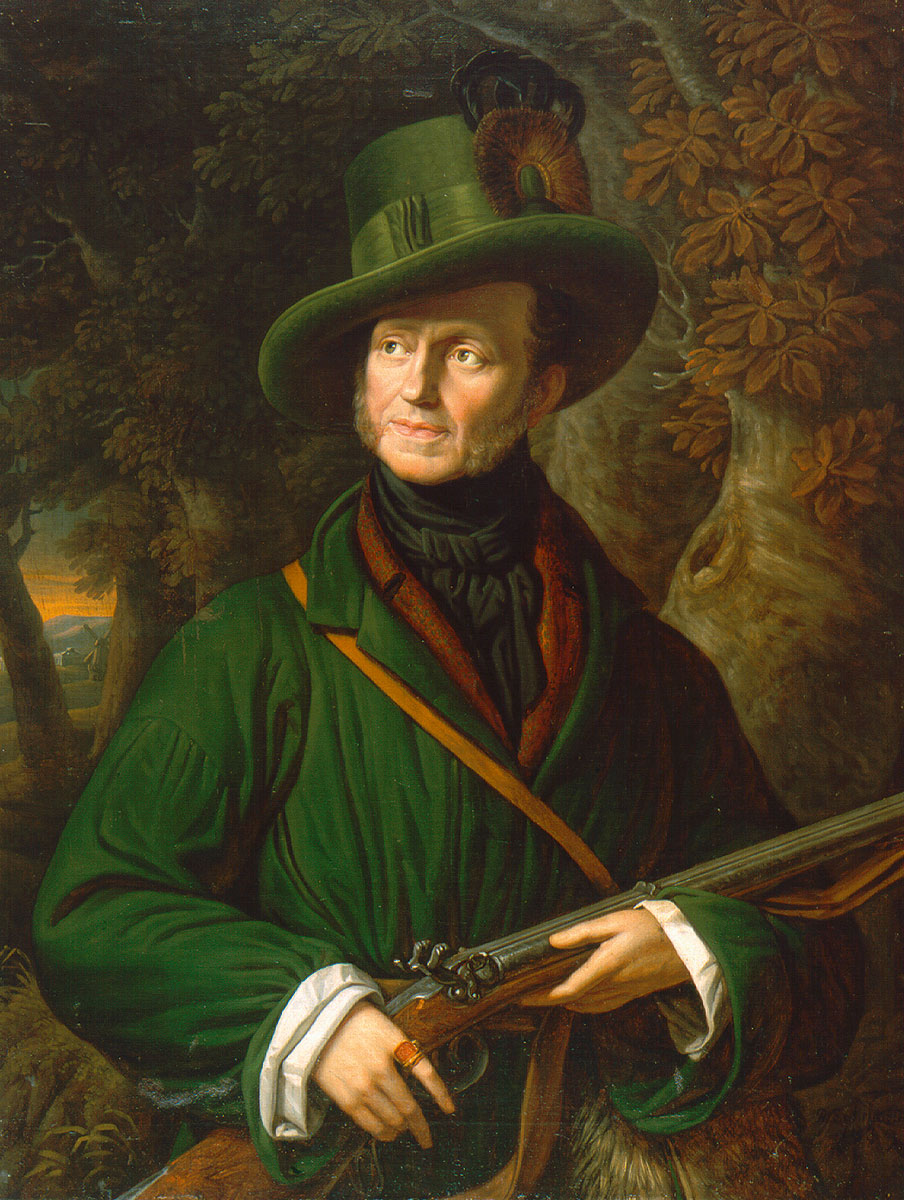

古斯塔夫·威廉終生未婚，1851年於路德維希斯盧斯特去世，享年69歲。